# Lådan (revy)
Lådan är en svensk revy i fyramansformat som spelades av Hans Alfredson, Tage Danielsson samt Gösta och Fatima Ekman 1966–1967. Namnet kom av en låda på scenen ur vilken de medverkande tog sig ut.
Premiären ägde rum i Uppsala den 12 november 1966 och revyn spelades därefter på Berns i Stockholm från nyåret 1967 till mitten av mars. Totalt gavs 78 föreställningar som sågs av närmare 50 000 personer.
Revyn innehöll de klassiska sångerna om "Kaffe och bullar", "Livets tåg", "I banken efter tre" och sketchen om "Aftonbladet eller Expressen". Föreställningen skulle vara en filosofisk och psykologisk show och numren hade namn som "En sak som man ibland kan ligga vaken en hel natt och fundera på", "Det är stor glädje att höra trampet av små fötter" och "Romantik som försäljningspsykologi".
Föreställningen filmatiserades med biopremiär 1968 – se Lådan. En LP-skiva utgavs också med 16 sånger från föreställningen. Detta var den första revyn som spelades in i färg, som prov. Intron är dock i svartvitt.